# Jakub Danačík
Jakub Danačík (né le 22 septembre 1988) est un coureur cycliste tchèque, membre de l'équipe PSK Whirlpool-Author de 2007 à 2010.

## Palmarès
- 2007
  -  Champion de République tchèque sur route espoirs